# Biedaszkowo (województwo wielkopolskie)
Biedaszkowo – osada leśna (gajówka) w Polsce położona w województwie wielkopolskim, w powiecie śremskim, w gminie Dolsk.
W latach 1975–1998 miejscowość administracyjnie należała do województwa poznańskiego.